# New York House of Refuge

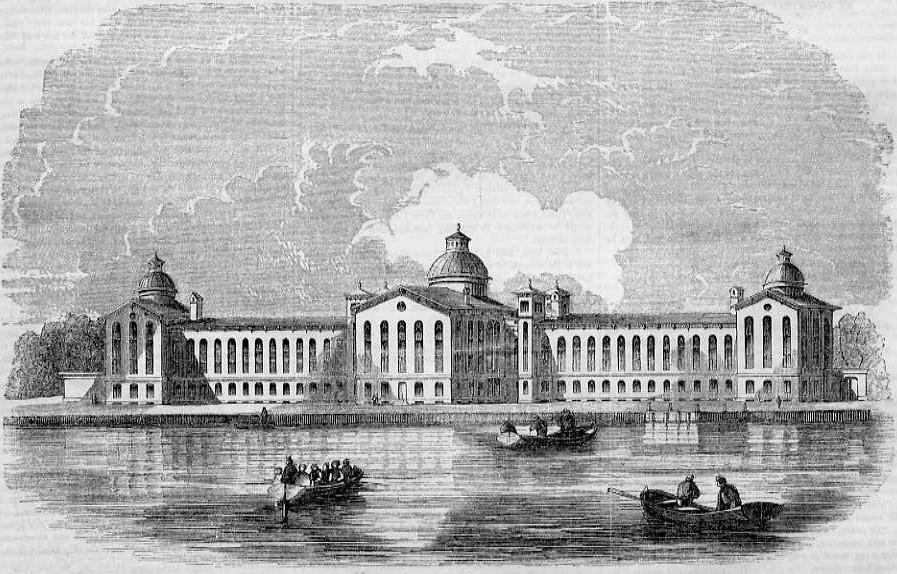
Das New York House of Refuge, vom East River aus gesehen, auf einem Holzstich aus dem Jahre 1855. (Ballou’s Pictorial Drawing-Room Companion)

Das New York House of Refuge war die erste Jugendstrafanstalt bzw. Korrektionsanstalt in den Vereinigten Staaten und galt zeitweilig auch als die größte des Landes. Die 1824/25 gegründete und 1854 in einem neuen Bau neueröffnete Erziehungs- und Besserungsanstalt befand sich auf Randalls Island im Bezirk Manhattan in New York City.

## Geschichte
Das New York House of Refuge war die erste Jugendbesserungsanstalt des Landes und ging aus der wohltätigen Vereinigung Society for the Prevention of Pauperism, die 1816/17 gegründet wurde, hervor. In den Anfangsjahren wurde die Organisation vor allem von Kaufleuten des Quäkertums und einflussreichen lokalen Politikern, zu denen vor allem Cadwallader Colden, John Griscom, Thomas Eddy und Stephen Allen gehörten, aufgebaut. In den Jahren 1820 und 1821 führte die Organisation umfangreiche Erhebungen in diversen US-Strafanstalten durch und ernannte ein Komitee zur Auswertung der Ergebnisse. Diese wurde im Jahre 1822 mit dem Bericht The Penitentiary System in the United States veröffentlicht und kritisierte den vorherrschenden Geist der Rache bei der Behandlung von Gefangenen und bemängelte die Inhaftierung von Personen unabhängig von Alter und der Schwere ihrer begangenen Verbrechen. Dabei sah man als ersten größeren Schritt die Etablierung einer Strafanstalt ausschließlich für Jugendliche. Nach der Genehmigung des Berichtes im Jahre 1824 wurde umgehend mit der Planung zum Zwecke der Errichtung der Besserungsanstalt begonnen. Obwohl das New York House of Refuge von Anfang an auf privater Basis geführt wurde, war der State of New York von Beginn an an Organisation, Finanzierung, der Aufnahmeregelung in der Anstalt sowie der Entwicklung der Behandlungsprogramme beteiligt. Infolgedessen wurde noch im gleichen Jahr von der New York State Legislature die Ämter der Managers of the Society for the Reformation of Juvenile Delinquents in the City of New York eingeführt. Darauf folgte 1826 ein Gesetz, das Gerichte landesweit ermächtigte jugendliche Straftäter und Vagrants ins New York House of Refuge bringen zu lassen.
Die Mitglieder der Society for the Prevention of Pauperism wählten einen dreißigköpfigen Vorstand bestehend aus fünf, sowie später sieben Mitgliedern, die sich als Teil des handelnden Komitees (Acting Committee) um die politische Führung kümmerten. Diese politischen Entscheidungsorgane trafen sich wöchentlich und wählten auch einen Superintendenten, der für die tägliche Verwaltung zuständig war. Die Matrone hingegen überwachte dabei den Frauentrakt. Die Finanzierung aus öffentlichen Mitteln war ein frühes Ziel, um die Besserungsanstalt zu führen. So wurde 1825 von der State Legislature beschlossen das Geld aus legislativen Zuwendungen und den Überschüssen an der Kopfsteuer der einreisenden transatlantischen Passagiere und Seeleute, sowie den Erlösen aus den Lizenzgebühren der New Yorker Tavernen, Theatern und Zirkussen zu beziehen. Diese Einnahmen wurden als angemessen betrachtet, da man vor allem die Einwanderung, die Zügellosigkeit, sowie die kommerzielle Unterhaltung für die Jugendkriminalität verantwortlich machte. In weiter Folge ermöglichter ein privater Beitrag den Kauf eines Abschnittes einer alten und aufgelassenen Bundesarsenals in Manhattan im Juli 1824 den Ausbau der Jugendstrafanstalt. Nebenbei wurden jedoch auch noch einige weitere Lokalitäten innerhalb New York Citys genutzt. Für den späteren Standort auf Randalls Island erwarb die Gemeinschaft von der US-amerikanischen Bundesregierung und dem Government of New York 125.000 US-Dollar (inflationsbereinigt 2015: 3.085.875 US-Dollar), die für den 1854 fertiggestellten Bau am East River hergezogen wurden. Die Räumlichkeiten der Frauenabteilung, die sich danach vor allem in der rechten Gebäudehälfte befanden, wurden erst im Jahre 1860 adaptiert.
Die eigentliche Besserungsanstalt wurde offiziell am 1. Januar 1825 mit sechs Jungen und drei Mädchen eröffnet, konnte jedoch innerhalb des ersten Jahrzehntes 1.678 Insassen verzeichnen. Zwei Merkmale unterschieden das New York House of Refuge von seinen britischen Vorgängern. So wurden Kinder vor allem wegen des Vagabundierens in Verbindung mit kleineren Straftaten aufgenommen; zum Zweiten wurden die Kinder auf unbestimmte Zeit vom New York House of Refuge verpflichtet oder verurteilt, sodass die Führung auf die minderjährigen Insassen eine Autorität ausüben konnte. Über das gesamte 19. Jahrhundert hinweg bestanden die Insassen hauptsächlich aus Vagabunden und Kleinkriminellen, wobei diese anfangs noch aus dem kompletten Bundesstaat kamen, nach der Gründung des Western House of Refuge im Jahre 1849, jedoch nur mehr aus dem 1., 2. und 3. Gerichtsbezirk. Dies wurde während der 73. New York State Legislature im Jahre 1850 offiziell beschlossen.
Der Tagesablauf der Insassen beinhaltete vor allem harte Arbeit, die ständig überwacht wurde und der Bildung und Disziplin der Jugendlichen dienen sollte. Durch die Häftlingsarbeit wurde von der Führung auch versucht die Betriebskosten der Anstalt niedriger zu halten. Zu den von den männlichen Insassen hergestellten Produkten zählten zu dieser Zeit vor allem Bürsten, Rohrstühle, Messingnägel oder Schuhe, während die weiblichen Jugendlichen vor allem Uniformen nähten, in der Wäscherei tätig waren oder andere Hausarbeiten durchführten. In der Anstalt wurde ein Badge-System geführt, um die Insassen nach Verhalten zu trennen; dieses kam sowohl in der Männer- als auch in der Frauenabteilung zum Tragen. Zur Ausbildung in der Jugendstrafanstalt gehörte unter anderem eine Alphabetisierung der Insassen, sowie ein evangelischer Religionsunterricht, auf den besonderer Wert gelegt wurde und bei dem nicht-protestantischer Klerus ausgeschlossen wurde. Des Weiteren besaß die Besserungsanstalt die Befugnis, die Jugendlichen mit Ausbildungsverträgen an diverse lokale Arbeitgeber zu verleihen, wobei die Vereinbarung vorsah, dass die Heranwachsenden ständig von Aufsichtspersonen überwacht werden. Unter anderem wurden einige Jugendliche auf See geschickt, andere, zumeist männliche, aber auch einige weibliche Jugendliche, arbeiteten als Nutz- und Heimarbeiter auf Farmen.
In den 1830er und 1840er wurde das New York House of Refuge von Persönlichkeiten des öffentlichen Lebens, wie Alexis de Tocqueville, Frances Trollope oder Charles Dickens, besucht. Von Beginn an diente die Erziehungsanstalt als Vorbild für zahlreiche nachfolgende Jugendstrafanstalten in anderen amerikanischen Städten. Im Jahre 1857, als die Anstalt eine große nationale Tagung von Erziehungsanstaltsleitern veranstaltete, wurde sie auch als die Besserungsanstalt mit der größten Insassenzahl in den gesamten Vereinigten Staaten bezeichnet. Noch im gleichen Jahr prahlte das New York State Senate Committee on Social Agencies damit, dass das New York House of Refuge in Betracht auf den Umfang ihrer Tätigkeiten nun die größte Besserungsanstalt auf der ganzen Welt sei.